# موجة لوف

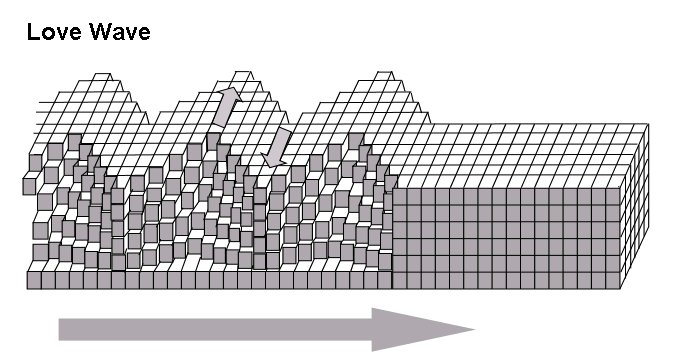

في المرونة الخطية، موجة لوف (بالإنجليزية: Love waves)‏، هي موجة قصية مستقطبة وهي أسرع من موجة ريليه، تم تسميتها بهذا الاسم نسبةً إلى أغوستوس لوف الذي وصفها في العام 1911.
موجات لوف هي موجات سطحية مستقطبة أفقياً. إن موجة لوف هي نتيجة لتدخل العديد من موجات القص (الموجات S) الموجّهة بطبقة مرنة، ملحومة بنصف مساحة مرنة على جانب واحد بينما تحدّ فراغًا على الجانب الآخر. في علم الزلازل، موجات لوف (المعروفة أيضاً باسم موجة Q) هي موجات زلزالية سطحية تتسبب في تحول أفقى للأرض أثناء حدوث الزلزال. وهي تشكل طبقة متميزة تختلف عن الأنواع الأخرى من الموجات الزلزالية.